# Hampden Estate
Die seit 1753 aktive Hampden-Destillerie liegt im für die Rumproduktion besonders renommierten Trelawny Parish auf Jamaika. Lange Zeit produzierte die Destillerie vor allem für Großhändler in Europa und ihre Produkte waren beispielsweise Bestandteil des deutschen Rumverschnitts. Seit 2018 füllt Hampden mit Unterstützung der italienischen Firma Velier S.p.A. vor allem unter Rumenthusiasten sehr beliebte eigene Rums ab.